# Dos hermanos
Dos hermanos è  un film argentino del 2010 scritto e diretto da Daniel Burman.

## Trama
Il discreto e sensibile orafo Marcos e l'istrionica agente immobiliare Susana sono due fratelli che hanno sempre avuto una relazione travagliata di amore-odio. Quando l'anziana madre muore, i conflitti tra i due si inaspriscono: Susana vende la casa dove Marcos si è preso cura della mamma negli ultimi anni e convince il fratello a trasferirsi da Buenos Aires in Uruguay.

## Produzione
Il film si basa sul romanzo Villa Laura di Sergio Dubcovsky, che curò la sceneggiatura insieme al regista Daniel Burman.
Il budget a disposizione ammontò a 1,2 milioni di dollari e gli incassi vennero stimati intorno a 2,3 milioni. Le riprese si svolsero tra Buenos Aires e Carmelo .
Per il ruolo dei due fratelli protagonisti, Burman scelse Antonio Gasalla e Graciela Borges, che non avevano mai lavorato insieme. Borges dichiarò: "Sono molto entusiasta di lavorare con Antonio, penso che sia un attore ammirevole, era da molto tempo che volevo lavorare con lui".
Fu presentato al Festival internazionale del cinema di Karlovy Vary.

## Accoglienza
Su Screen Daily, Dan Fainaru criticò negativamente la pellicola, affermando: "Il film di Burman – una volta che afferma il suo tema e introduce i personaggi – gira in tondo, ripetendosi in modo irritante e ricorrendo spesso a cliché stanchi come la vendetta nei sogni o il finale trito e ritrito di due personaggi che affrontano silenziosamente il mare. La maggior parte del film poggia naturalmente sulle spalle dei due protagonisti, entrambi veterani esperti di cinema e TV. Borges è sgargiante e odiosa come la parte richiede, mentre Gasalla si limita a una performance sdolcinata e sottovalutata, ma entrambi si perdono con il tipo di lieto fine che dovrebbero trasmettere".
Javier Ocaña, critico cinematografico per El País, scrisse: "Il miglior pregio del cinema di Burman finisce per lasciare una strana sensazione, come se i suoi film fossero a metà strada tra la semplicità e l'altezzosità, come se non decidessero di essere grandi o piccoli film".
Francisco Marinero di El Mundo assegnò alla pellicola due stelle su cinque, ma elogiò i protagonisti sostenendo: "Ci sono alcuni momenti divertenti ma la cosa più importante è la personalità degli attori, capace di sovrapporre le incongruenze narrative".
Dalle pagine de La Nación, Adolfo C. Martínez elogiò il film, scrivendo: "La sceneggiatura, tratta da un romanzo di Sergio Dubcovsky, ha un'enorme tenerezza. Il regista Daniel Burman torna qui, come nelle sue precedenti produzioni, per dimostrare di saper infondere ai suoi personaggi l'esatta naturalezza di cui hanno bisogno per poter percorrere il sentiero dell'esistenza tra amarezza, rimprovero, perdono e rinuncia. L'eccellente lavoro di Graciela Borges, misurato, inserito nella varietà dei suoi sentimenti e dei suoi difetti, e il lavoro non meno impeccabile di Antonio Gasalla, messo nei panni di quel Marcos sottoposto ai capricci di sua sorella, compongono un paio di notevole naturalezza e grazia in questa storia di tristezza ma anche di speranza. La fotografia e la musica sono altri ambiti di successo di questa trama che, senza falsi melodrammi, raggiungeranno senza dubbio il cuore degli spettatori."
Diego Batlle di Otros Cines lodò l'opera e vi assegnò tre stelle e mezza su cinque, sostenendo: "Il risultato è un film che si avvicina con umorismo e buon gusto a temi complessi come la decadenza e la vecchiaia, la solitudine e l'incomunicabilità".
Horacio Bernades diede sei come voto complessivo del film, ma elogiò le interpretazioni dei due attori protagonisti; in particolare, su Graciela Borges asserì: "È quasi, più che un ruolo, l'incoronazione offerta a un'attrice che in mezzo secolo di carriera è partita come un volto (lo è ancora, sorprendentemente) e ha finito per diventare una complessità di strati infiniti".
Su Clarín venne definito "un film dal sottotono aspro e opprimente, levigato dalla grazia e dalla sensibilità contenuta" e la recensione fu molto positiva: "Nelle mani di un altro regista, il film avrebbe potuto virare verso l'umorismo parodico esaltato [...] o l'emotività crepuscolare [...] Ma il settimo film di Burman percorre strade diverse, tanto lontane dalle formule dell'imponenza quanto dalla sperimentazione che, quasi per obbligo, alcune élite esigono".

## Riconoscimenti
- 2010 - Festival internazionale del cinema di Karlovy Vary
  - Candidatura al Globo di Cristallo per il miglior film

- 2010 - Chicago International Film Festival
  - Silver Hugo per il miglior film

- 2011 - Hong Kong International Film Festival
  - Candidatura al SIGNIS Award a Daniel Burman

- 2011 - Condor d'argento
  - Candidatura alla migliore sceneggiatura adattata a Daniel Burman e Sergio Dubcovsky
  - Candidatura al miglior attore protagonista a Antonio Gasalla
  - Candidatura alla migliore attrice protagonista a Graciela Borges
  - Candidatura alla migliore attrice non protagonista a Elena Lucena
  - Candidatura ai migliori costumi a Roberta Pesci

- 2010 - Premio Sur
  - Candidatura al miglior film
  - Candidatura alla migliore attrice protagonista a Graciela Borges
  - Candidatura al miglior attore non protagonista a Osmar Núñez
  - Candidatura alla migliore sceneggiatura adattata a Daniel Burman e Sergio Dubcovsky
  - Candidatura alla migliore fotografia a Hugo Colace
  - Candidatura alla migliore direzione artistica a Margarita Tamborino e Paulina López Meyer
  - Candidatura ai migliori costumi a Roberta Pesci
  - Candidatura alle migliori musiche originali a Nico Cota
  - Candidatura al miglior sonoro a Jesica Suarez